# Кадыкелечинская волость
Кадыкелечинская волость — административно-территориальная единица в составе Феодосийского уезда Таврической губернии. Образована 8 (20) октября 1802 года как часть Таврической губернии, при реорганизации административного деления уездов, сохранявшегося со времён Крымского ханства, в основном из деревень Орта-Керченского каймаканства Кефинского кадылыка. Волость занимала западную часть Керченского полуострова (примерно западнее линии Узунларское озеро — Казантипский залив) до Акмонайского перешейка.

## Население
Население волости, согласно Ведомости о числе селении, названиях оных, в них дворов… состоящих в Феодосийском уезде от 14 октября 1805 года, составляло 4 382 человек, размещавшихся в 41 деревне. Сведений о национальном составе в источнике не приведено.

## Состояние на 1829 год
В результате реформы волостного деления 1829 года волостной центр, согласно «Ведомости о казённых волостях Таврической губернии 1829 года», был перенесён в деревню Чалтемир и волость, соответственно, получила название Чалтемирской. В той же ведомости учтено 36 деревень, ещё 6 были переданы из состава Аккозской волости. Судьба 5 деревень, записанных в 1805 году и не учтённых здесь, неясна: либо опустели, вследствие эмиграции крымских татар в Турцию, либо при первом учёте части деревень (кесек), или отдельные приходы (маале) были ошибочно учтены, как самостоятельные поселения.

| - Аджи-Менде - Анташ - Арпач - Атан Алалгин - Бадинак - Бурмагай Сеит Эли - Даут Эли - Джав Тебе - Джепар-Берды - Дюрмень - Кады Келечи - Казантип | - Кары - Карылар - Караулы Джут - Карми Избешкуй - Кармиш Келечи - Каялы-Сарт - Киль-Алчик - Коджалки Эльгери - Конрат - Коронгаш - Корсан - Мавлюк | - Мескечи - Мушам Туйгуч - Ойсул - Откары Коджанна - Таш-Алчин - Ташлияр - Учевли - Учевли-Кенегес - Харджие Бие - Чалтемир - Чагирче - Эльгери Кипчак - Яго Качик |

Деревни, переданные из Аккозской волости:
Кочик Башуй, Шеих Эли, Аджи Эли, Коп Бешуй, Сарт и Акшек. В свою очередь, в Парпачскую волость были переданы: Аргин Тюбечик, Джермай Качик, Чокуль, Бабик, Откары Карса, Адык, Коп Кенегез, Коп Кипчак и Биюк Киргиз.
Волость существовала до земской реформы Александра II 1860-х годов.